# Polyporus corylinus
Polyporus corylinus är en svampart som beskrevs av Mauri 1832. Polyporus corylinus ingår i släktet Polyporus och familjen Polyporaceae.   Inga underarter finns listade i Catalogue of Life.